# Die Herbstzeitlosen (1992)
Die Herbstzeitlosen ist ein Spielfilm der britischen Regisseurin Beeban Kidron aus dem Jahr 1992. Die Tragikomödie basiert auf einem Theaterstück von Todd Graff, der es auch für die Leinwand adaptierte und wurde von JVC Entertainment und Largo Entertainment produziert. Er wurde Ende 1991 in New York und Toronto gedreht, bevor er im Januar (USA) beziehungsweise April (Deutschland) 1993 in die Kinos kam.

## Handlung
Queens, im Jahr 1969: Die jüdische Familie Berman wird mit dem Tod ihres männlichen Familienoberhauptes Jack konfrontiert. Die attraktive Pearl trägt ihren Ehemann, von dem sie sich die Jahre über entfremdet hatte, zu Grabe. Sie verlässt gerade die Beerdigung ihres Mannes Jack, als sie in ihrer Trauer rüde von einer Vielzahl Verwandter gestört wird, die darüber diskutieren, welcher Weg der kürzeste zur Trauerfeier sei. Die Angehörigen führen lebhafte Diskussionen über alles und jeden. Von Körpergerüchen und Parfüm über Tupperware bis hin zu Borschtsch. In diese Gesellschaft ständig nörgelnder Person platzt Joe Meledandri. Er ist ein vornehmer Italiener, der vor vielen Jahren Pearls launischen Ehemann in einer Bar kennenlernte. Damals überzeugte er Jack, der sich eigentlich trennen wollte, wieder zu seiner Frau zurückzukehren. Joe hat in den letzten 20 Jahren Pearl aus der Ferne angehimmelt und wartete auf seine Chance. Jetzt, während der Trauerfeier, zögert er nicht lange und lädt sie zum Essen ein. Pearl geht darauf ein, doch das Verhältnis droht an den Neurosen von Pearls Familie zu zerbrechen. Zum Beispiel an Freida, ihrer sarkastischen Mutter mit Beschützerinstinkt, die völlig entsetzt ist, dass Pearl diese vermeintlich pietätlose Einladung annimmt. Oder auch Pearls Töchter: die einsame, übergewichtige Bibby und die schöne aber psychisch instabile Norma, die sich gerne wie ein Filmstar anzieht um sich von ihrer eigenen Trauer abzulenken. Und dann wäre da noch der familiäre Widerspruch aufgrund religiöser Differenzen zwischen den jüdischen Bermans und dem katholischen Joe. Doch Joe kann alle Hindernisse überwinden, die Familien vereinen und sogar die seelischen Wunden Pearls heilen lassen, bevor er sie schließlich bekommt.

## Kritik
“MacLaine’s precise acting is laudatory and balanced by a very sympathetic turn by twinkle-eyed Mastroianni, in his best English-language role by far. The support ensemble is excellent.”

„MacLaines präzises Spiel ist aller Ehren wert und ist im Gleichgewicht zu dem augenzwinkerndem, sehr sympathischem Spiel Mastroiannis, den wir in seiner besten englischsprachigen Rolle seit langem sehen. Das ganze Ensemble ist exzellent.“

„Charmante Generationskomödie, die trotz einiger dramaturgischer Schwächen auf ebenso amüsante wie sympathische Weise das Klischeebild älterer Menschen in eine optimistische Bekräftigung der zweiten Chance im Leben verwandelt.“

“What the movie could not overcome, for me at least, is the lack of any convincing romantic chemistry between MacLaine and Mastroianni. … The result is a movie as confused as it is unconvincing, telling a story that we are constantly aware is being filmed, not lived.”

„Was der Film allerdings nicht schafft, ist die Erzeugung irgendeiner romantischen ‚Chemie‘ zwischen MacLaine und Mastroianni. … Das Ergebnis ist ein Film, der genauso durcheinander wie nicht überzeugend ist und eine Geschichte erzählt, die es so nur im Film aber nicht im richtigen Leben gibt.“

## Auszeichnungen
Die beiden Hauptdarsteller Shirley MacLaine und Marcello Mastroianni wurden 1993 für den Golden Globe in der Sparte Komödie oder Musical nominiert, hatten aber jeweils gegenüber Miranda Richardson (Verzauberter April) und Tim Robbins (The Player) das Nachsehen.

## Trivia
Shirley MacLaines Figur der Pearl ist der Großmutter des Drehbuchautors Todd Graff nachempfunden.
In diesem Film sind insgesamt vier Oscar-Gewinner versammelt: Jessica Tandy (1990), Kathy Bates (1991), Shirley MacLaine (1984) sowie Marcia Gay Harden (2001). Außerdem wirken noch zwei Schauspieler mit, die bereits nominiert wurden: Sylvia Sidney (1974) und Marcello Mastroianni (1963, 1978, 1988).